# مايك آدملي
مايكل ديفيد آدملي (من مواليد 4 أكتوبر 1949) هو لاعب لاعب كرة قدم أمريكي سابق ومذيع رياضي.
كان آدملي مذيعًا رياضيًا في محطات تلفزيونية أخرى في شيكاغو، بما في ذلك دبليو إل إس-تي في من 1983 إلى 1989 قبل أن يستضيف أمريكان غلادياتورز، لقد كانت أول فترة له في دبليو إم إيه كيو-تي في من 1998-2001، ثم انتقل في تلفزيون دبليو بي بي إم-تي في من 2001 إلى 2004 قبل العودة إلى القناة 5 حتى عام 2017، عندما تم تشخيص حالته بأنه مصاب باعتلال دماغي رضحي مزمن أدى للخرف الذي اضطره في النهاية للتقاعد. ولفترة في عام 2008، عمل آدملي لمنظمة وورلد ريسلينغ إنترتاينمينت (دبليو دبليو إي) في مجموعة متنوعة من الأدوار، بما في ذلك كمذيع مقابلة، ومعلق رياضي، والمدير العام لراو.

## النشأة
ولد آدملي في إقليدس بولاية أوهايو، ونشأ في كنت وتخرج في مدرسة ثيودور روزفلت الثانوية عام 1967. كما وجد والده، توني آدملي، بعض النجاح مع كلفلاند براونز في الأربعينيات والخمسينيات من القرن الماضي، ثم أصبح طبيبًا.

### كرة القدم الجامعية
لعب آدملي كرة القدم الجامعية في جامعة نورث وسترن في مؤتمر العشرة الكبار. لقد كان قائد فريق، ومدافع كل أمريكا، وأفضل لاعب في العشرة الكبار في عام 1970. كما سجل آدملي في 316 ياردة متسارعة ضد ويسكونسن في عام 1969 وهو رقم قياسي للمدرسة (بمقدار 98 ياردة) لا يزال قائمًا. لقد سجل رقمًا قياسيًا في ساحات عودة الركلة في عامٍ واحد، وتخرج في عام 1971.

## مهنة الدوري الوطني لكرة القدم
لعب آدملي ست سنوات في الدوري الوطني لكرة القدم الأمريكية، موسمان مع ثلاثة فرق. لقد كان اختيارًا للجولة الخامسة (المرتبة 120 بشكل عام) من كانساس سيتي تشيفز في مسودة اتحاد كرة القدم الأميركي لعام 1971 ولعب لاحقًا مع نيويورك جيتس وشيكاغو بيرز.

## وظيفة ما بعد الدوري الوطني لكرة القدم

### التعليق على مباريات كرة القدم
بعد تقاعده من لعب كرة القدم بشكل احترافي، انضم آدملي إلى إن بي سي سبورتس، حيث كان مضيفًا في الاستوديو ومراسلًا جانبيًا لمختلف الأحداث. لقد أمضى ست سنوات مع إن بي سي سبورتس، حيث استضاف سبورتس وورلد وعروض ما قبل المباراة. كان أيضًا مضيفًا لـغراند ستاند، الذي كان عرضًا سابقًا من الدوري الوطني لكرة القدم الأمريكية وسلسلة مختارات رياضية خلال الدوري الوطني لكرة القدم خارج الموسم. وفي عام 1984، كان مراسلًا جانبيًا لأيه بي سي لدوري كرة القدم الأمريكية. وفي عام 2001، عاد آدملي إلى إعداد التقارير الجانبية عندما انضم إلى فريد روجين من كي إن بي سي في فريق بث إكس إف إل الأساسي في إن بي سي.

### أمريكان غلادياتورز
كما كان أيضًا مضيفًا مشاركًا لأمريكان غلادياتورز من عام 1989 إلى عام 1996. بالإضافة إلى ذلك، كان منافسًا في عرض المتنافسين المشاهير في نهاية العرض. لقد شارك آدملي أيضًا في استضافة إنترناشونال غلادياتورز مع مضيفين من المملكة المتحدة وأستراليا وعلق في سلسلة واحدة بجانب مع المعلق البريطاني جون ساكس. كما ظهر في العرض الأول للموسم الرابع من فاملي ماتتيرس وهو يلعب دوره في حلقة خيالية من أمريكان غلادياتورز. وبعد انتهاء أمريكان غلادياتورز، أصبح مراسلًا لإي إس بي إن.

### تغطيات أخرى
لقد قام بتغطية دورة الألعاب الأولمبية الصيفية 2000 و2004. وفي صيف 2005، كان آدملي مضيفًا لموقع إن بي سي آخر من قناة برافو وهو معركة نجوم شبكة الواقع. وفي يوليو 2006، صار آدملي معلقًا رياضيًا لراكبو الثيران المحترفين على سلسلة فورد الفئة الصعبة (حدث آخر لدى إن بي سي حقوق تقسيمه).

### وورلد ريسلينغ إنترتاينمينت (2008)
في 27 يناير 2008 في رويال رامبل، بدأ آدملي العمل كمحاور لوورلد ريسلينغ إنترتاينمينت (دبليو دبليو إي). ثم عمل على دبليو دبليو إي راو كمحاور، حيث كان غالبًا ما كان يرتكب أخطاء حقيقية في كل ظهور له على الشاشة، ففي ظهوره الأول، أشار بالخطأ إلى جيف هاردي باسم «جيف هارفي». في 15 أبريل أصبح معلقًا لبرنامج إي سي دبليو ليحل محل جوي ستايلز. استمر آدملي في ارتكاب أخطاء متكررة أثناء واجباته في التعليق على إي سي دبليو، حيث انتقده مالك إي سي دبليو السابق وحاجز المباريات بول هيمان والموهبة السابقة لانس ستورم. في 29 أبريل، ترك آدملي بثًا لـإي سي دبليو قبل مباراة الحدث الرئيسي، وطُلب من شريكه تازز أن يفعل الشيء نفسه. تم دمج هذه الحادثة في قصة حيث ذكرت دبليو دبليو إي أن آدملي وتازز ربما غادرَا بسبب انتقادات المعجبين لتعليق أدملي. في الأسبوع التالي، تحدث آدملي معتذرًا عن أفعاله.
في 28 يوليو من حلقة راو، أعلن نائب الرئيس التنفيذي شين مكمان أن آدملي صار المدير العام الجديد للعلامة التجارية راو. وخلال فترته كمدير عام، روج لمجموعة متنوعة من المباريات رفيعة المستوى أطلق عليها اسم "Adamle Originals". وفي حلقة 27 أكتوبر من راو، صفع راندي أورتن بعد أن أهانه أورتن شخصيًا في محور قصة. وفي الأسبوع التالي في راو وخلال مقطع داخل الحلقة مع شين مكمان وأورتن، استقال من منصبه كمدير عام.

### حلبة كرة القدم
كان آدملي مذيعًا مسرحيًا في شيكاغو راش من حلبة كرة القدم وبث مباريات راش لـComcast SportsNet Chicago ودبليو جي إن. بعد موسم حلبة كرة القدم 2013، لم يتمكن راش من الالتزام بموسمي حلبة كرة القدم 2014 وحلبة كرة القدم 2015 وتم تعليق عملية الفريق على الفور وتم تخصيص القائمة النشطة بين بقية حلبة كرة القدم.

## الحياة الشخصية
آدملي وزوجته كيم لديهما أربعة أطفال هم: براد وكورتني وألكسندرا وسفيتلانا (تم تبنيها في سن المراهقة من أوكرانيا) وثلاثة أحفاد. إنه يعيش في إيفانستون في إلينوي.
آدملي مصاب بالصرع. وبعد عمله مع مؤسسة الصرع، حيث هو حاليًا عضو في مجلس إدارة قسم شيكاغو الكبرى، حصل على جائزة الإنجاز الشخصي في حفل عشاء جوائز Richard N. Rovner لعام 2007. أكمل آدملي اثنين من سباقات آيرون مان ترياتلونس في كونا، وكان آخرها وهو يبلغ من العمر 60 عامًا في عام 2009، حيث أكمل السباق في 14 ساعة و7 39 ثواني. وقد أكمل أيضًا سباقات آيرون مان الأخرى مثل آيرون مان يو إس إيه (Lake Placid) 2003.
في 7 فبراير 2017، قال آدملي إنه تم تشخيصه بالخرف، وأن طبيبه رأى علامات اعتلال دماغي رضحي مزمن. وهو يعتقد أن هذا، وأعوامه ال19 عامًا من نوبات الصرع، نتجت عن ارتجاجه في كرة القدم. تقاعد رسميًا من دبليو إم إيه كيو-تي في في 24 مارس 2017، في حفل وداع مع زملائه.

## البطولات والإنجازات
- قائمة جوائز ريسلينغ أوبزيرفر نيوز ليترز
  - أسوأ مذيع تلفزيوني (2008)
- ريسل كراب
  - جائزة جوكر (2008) - عن فترة في دبليو دبليو إي[17]